# Сидероксилон неколючий
Сидероксилон неколючий (лат. Sideroxylon inerme) — древесное растение, вид рода Сидероксилон (Sideroxylon) семейства Сапотовые (Sapotaceae), типовой вид этого рода. Произрастает в южной и юго-восточной части Африки, является кормовым растением для многих птиц и млекопитающих. В ЮАР является охраняемым видом; три экземпляра были объявлены в этой стране национальными памятниками.
Культивируется как декоративно-лиственное растение. Используется в пищевых целях, в народной медицине, для озеленения, а также для создания противопожарных насаждений; древесина твёрдая и тяжёлая (тонет в воде), применяется в строительстве.

## Распространение и экология
Ареал вида охватывает восточную часть Африки от Африканского Рога на севере до южной оконечности континента. Встречается в Зимбабве, Кении, на Коморах, в Мозамбике, на островах Альдабра (Сейшельские острова), в Сомали, Танзании, на Островах Эпарс (Французские Южные и Антарктические территории), в Эсватини (бывшем Свазиленде) и Южно-Африканской республике. Для каждого из трёх выделяемых подвидов характерны свои, почти не пересекающиеся ареалы, см. раздел «Подвиды».
Обычное место произрастания данного вида — леса и редколесья, расположенные вдоль побережья. Иногда растение встречается и на большом расстоянии от берега — например, в Зимбабве, в южноафриканской провинции Гаутенг.
Сидероксилон неколючий — кормовое растение для многих птиц и млекопитающих. Цветки поедаются бурокрылыми птицами-мышами (Colius striatus), плоды — многими видами птиц, летучих мышей и обезьян, а также кустарниковыми свиньями (Potamochoerus larvatus).

## Биологическое описание
Вечнозелёные кустарники или невысокие деревья высотой от 2 до 15 м, обычно раскидистые, сильноветвистые, с густой объёмной круглой кроной. Диаметр ствола может достигать 60 см. Кора на стволах — коричневая или черноватая, на немолодых безлистных ветках — серая, бороздчатая. Молодые ветки покрыты тонкими волосками. На срезе ветвей и листьев выделяется млечный сок.

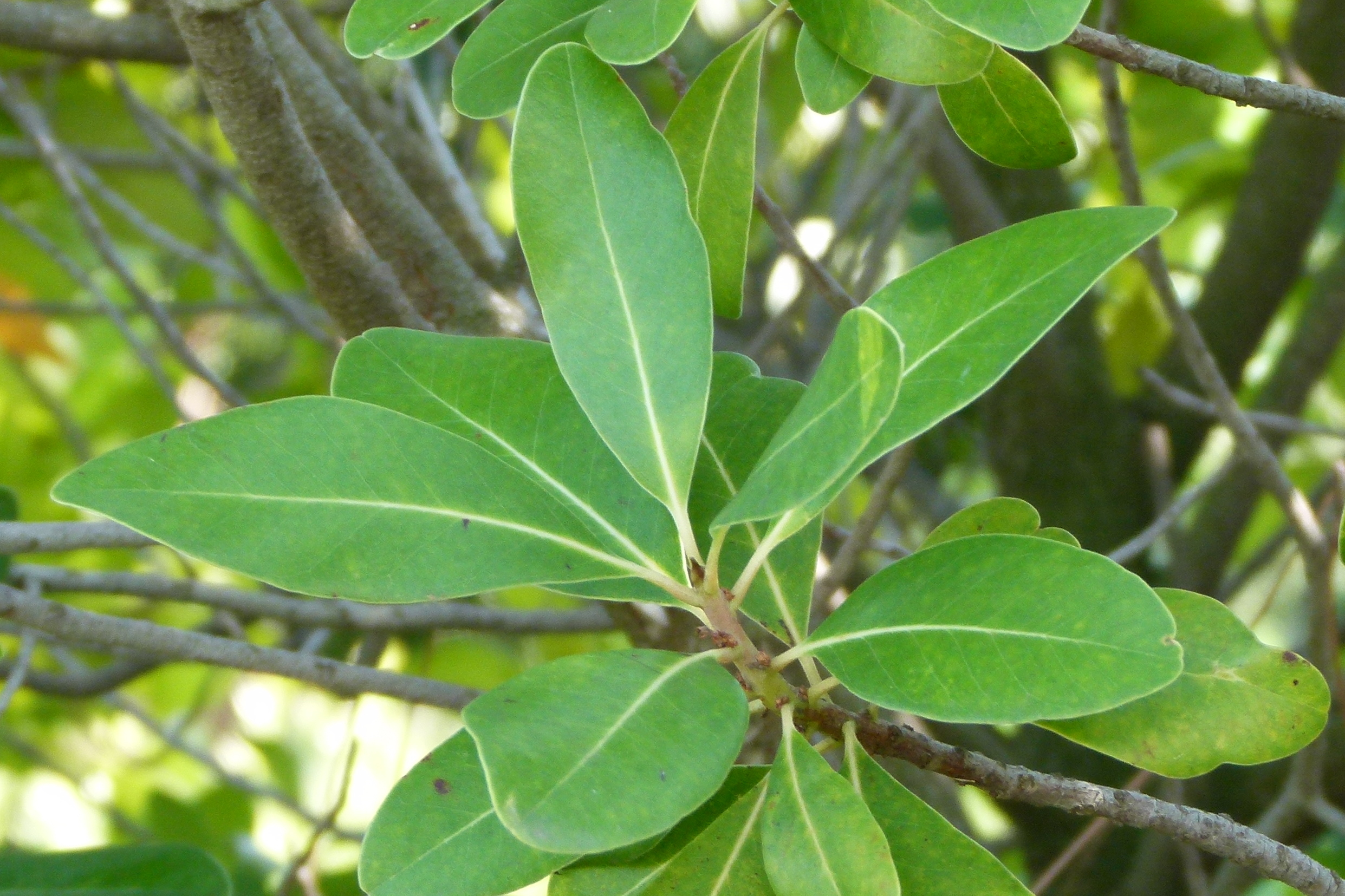
Сидероксилон неколючий, ветка с листьями

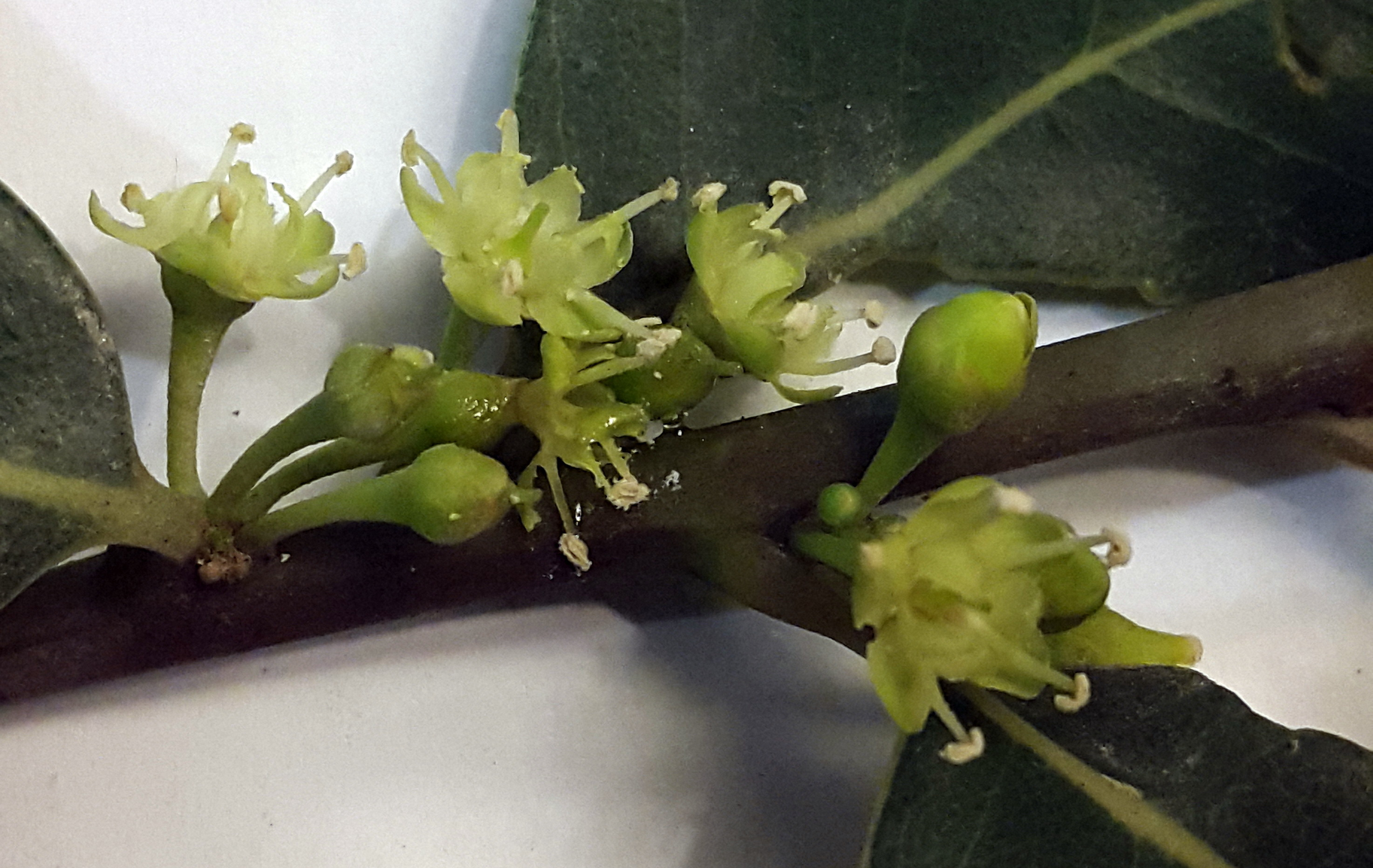
Сидероксилон неколючий, цветки крупным планом

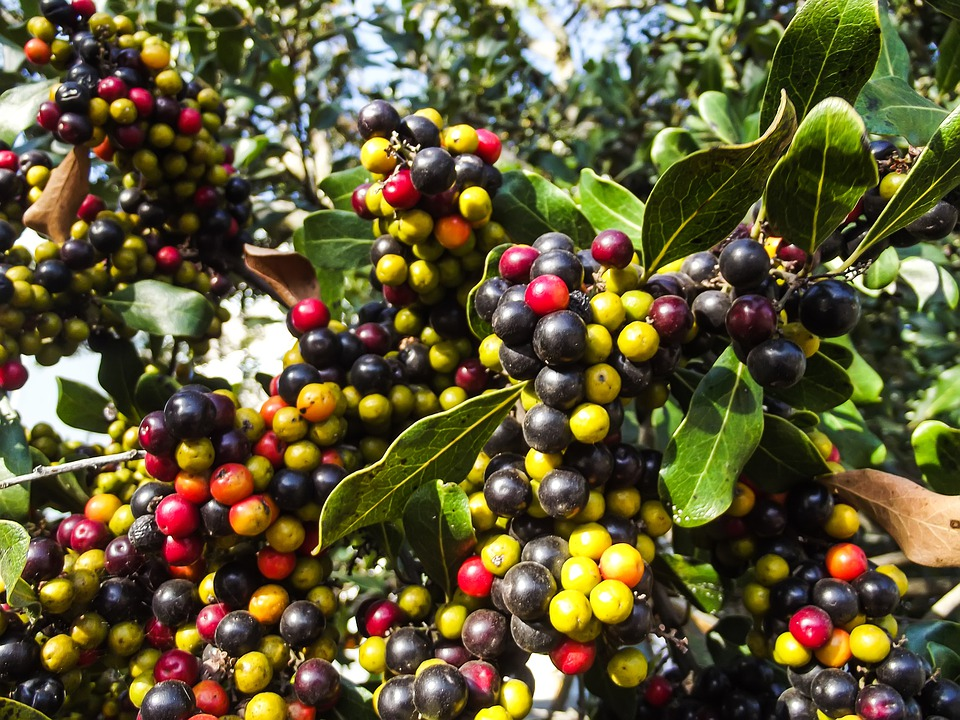
Сидероксилон неколючий, ягоды различной степени зрелости

Верхушечные почки — опушённые, железистые. Листья расположены по спирали, с короткими (от 0,5 до 1,5 см, редко до 2 см) голыми черешками. Листовые пластинки — зелёные, кожистые, блестящие, различной округлой формы: эллиптические, яйцевидные, обратнояйцевидные, почти круглые; верхушки пластинок могут быть различной формы — острые, округлые и слегка выемчатые; основания пластинок — более или менее заострённые; длина листовых пластинок — обычно от 4 до 10 см (иногда — от 3 до 15 см), ширина — обычно от 2 до 6 см (иногда — от 1,5 до 7,5 см). Средняя жилка расположена на одном уровне с верхней поверхностью листовой пластинки, относительно же поверхности нижней пластики жилка заметно выпирает, при этом боковые нервные жилки выражены слабо, а третичные жилки образуют ровную тонкую сетку. Верхняя листовая пластинка голая, нижняя же может быть как почти голой, так и, нередко, железисто-опушённой.
Цветки 4- либо 5-мерные, мелкие, с сильным неприятным запахом, собраны в соцветия, в которых может быть как всего несколько, так и большое число цветков; расположены соцветия в пазухах листьев либо непосредственно на ветках или стволах. Цветоножки отсутствуют либо очень короткие (до 4 мм в длину). Чашечка — чашеобразной формы, длиной от 1,6 до 2 мм, с почти шарообразными, более-менее гладкими, набегающими (черепицеобразными) чашелистиками. Венчик колокольчатый, от 2 до 4 мм в длину, беловатой, кремовой, зеленоватой или зеленовато-белой окраски; с цветочной трубкой длиной до 1,5 мм и более-менее яйцевидными лепестками длиной до 2,5 мм. Лепестки у своего основания имеют форму ушек. Пыльники — длиной от 1 до 1,4 мм. Стаминодии (тычинки без пыльников) — длиной около 1,8 мм. Завязь верхняя, опушённая, пятигнёздная, имеет почти шаровидную форму; столбик короткий, длиной до 1,5 мм. Время цветения — с ноября по апрель (что соответствует местному лету и местной осени.
Плоды — односемянные ягоды, от 6 до 15 мм в диаметре; в начале созревания зелёные, в зрелом виде — от фиолетового до почти чёрного цвета, с сочной пурпурной мякотью и липким белым млечным соком. Семена — блестящие, от кремового до тёмно-коричневого цвета, почти шаровидные, от 4 до 9 мм в диаметре, с несколькими продольными гребнями (от 1 до 5) и несколькими ямками (от 1 до 4: в тех местах, где располагаются недоразвитые семязачатки). Время плодоношения — с февраля по сентябрь (что соответствует периоду с конца местного лета до начала местной весны. Для сидероксилона неколючего характерна орнитохория — распространение семян птицами.
Число хромосом: 2n = 44.

## Использование
Плоды съедобны.
В традиционной африканской медицине используются кора и корни растения. При лечении лихорадочных состояний в качестве потогонного средства используется отвар корня, применяемый в форме клизмы. При лечении переломов костей корень в жареном истолчённом виде смешивают с маслом из семян трихилии рвотной (Trichilia emetica), после чего втирают в надрезы на коже, сделанные на сломанных конечностях. Высушенный измельчённый корень используется для лечения конъюнктивита. Настой коры используется для лечения нарушений сна.
Отвар коры используется в народной ветеринарии: им лечат жёлчнокаменную болезнь у животных.

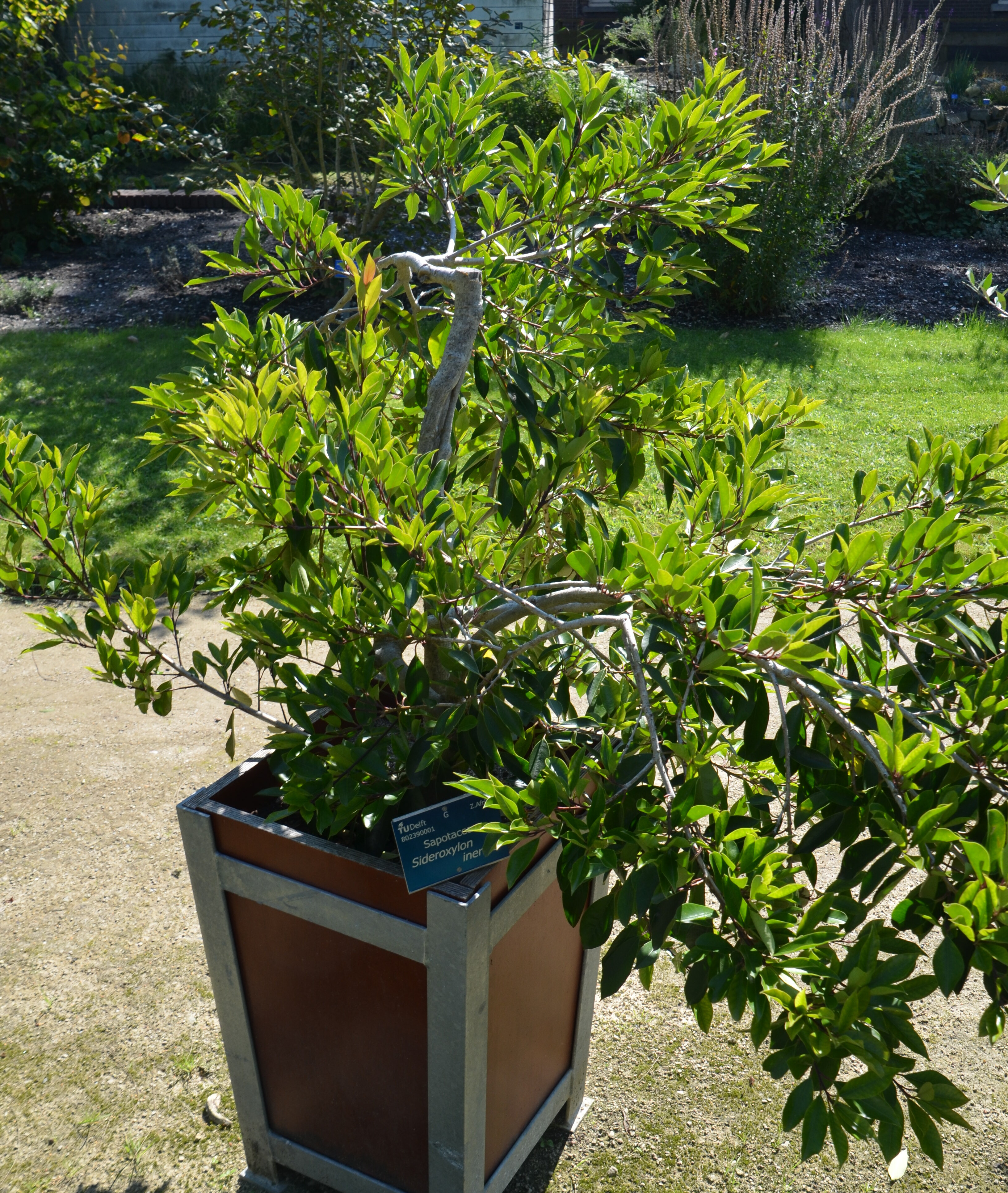
Сидероксилон неколючий, выращиваемый как горшочная культура. Ботанический сад Делфтского технического университета, Нидерланды

Древесина твёрдая, плотная, с тонкой текстурой, желтовато-коричневая; отличается долговечностью даже во влажных условиях. Плотность древесины при влажности 10 % составляет 1040 кг/м³. Применяется при строительстве домов, мельниц, мостов, лодок, для изготовления столбов, а также ложек. Может использоваться в качестве дров, а также для изготовления древесного угля. Поскольку живые растения очень плохо горят, посадки сидероксилона неколючего могут служить основой противопожарных насаждений, особенно в тех местах, где часто бывают природные пожары.

## Культивирование
Сидероксилон неколючий отличается густой декоративной листвой, а также тем, что хорошо переносит воздействие морского воздуха. В то же время, хотя растение и растёт в прибрежных районах, его не рекомендуется сажать там, где совсем нет ветрозащитных насаждений, поскольку сильный морской ветер может привести к значительным его повреждениям (ожогам от морской соли).

### Агротехника
Размножение возможно семенами и черенками, при этом опыт показывает, что первый способ предпочтительнее. Семена, полученные из свежесобранных очищенных от мякоти плодов, высевают (в Южном полушарии — обычно местным летом, которое соответствует зиме в северном полушарии) в песчано-суглинистую земляную смесь, которую поддерживают во влажном состоянии, при этом для более хорошего прорастания желательно размещать ёмкости в тёплом месте. Всходы появляются через 4—6 недель.
Для размножения черенками используют боковые полуодревесневшие побеги, которые помещают в специальную установку по увлажнению воздуха с нижним подогревом. Срок укоренения черенков составляет 6—8 недель, затем их в течение двух недель закаливают, после чего высаживают в горшки с хорошо дренированной почвенной смесью.

## Деревья — национальные памятники
Растение довольно широко распространено, однако в Южно-Африканской Республике оно является охраняемым видом, что означает запрет на его самовольную рубку, выкапывание и повреждение.

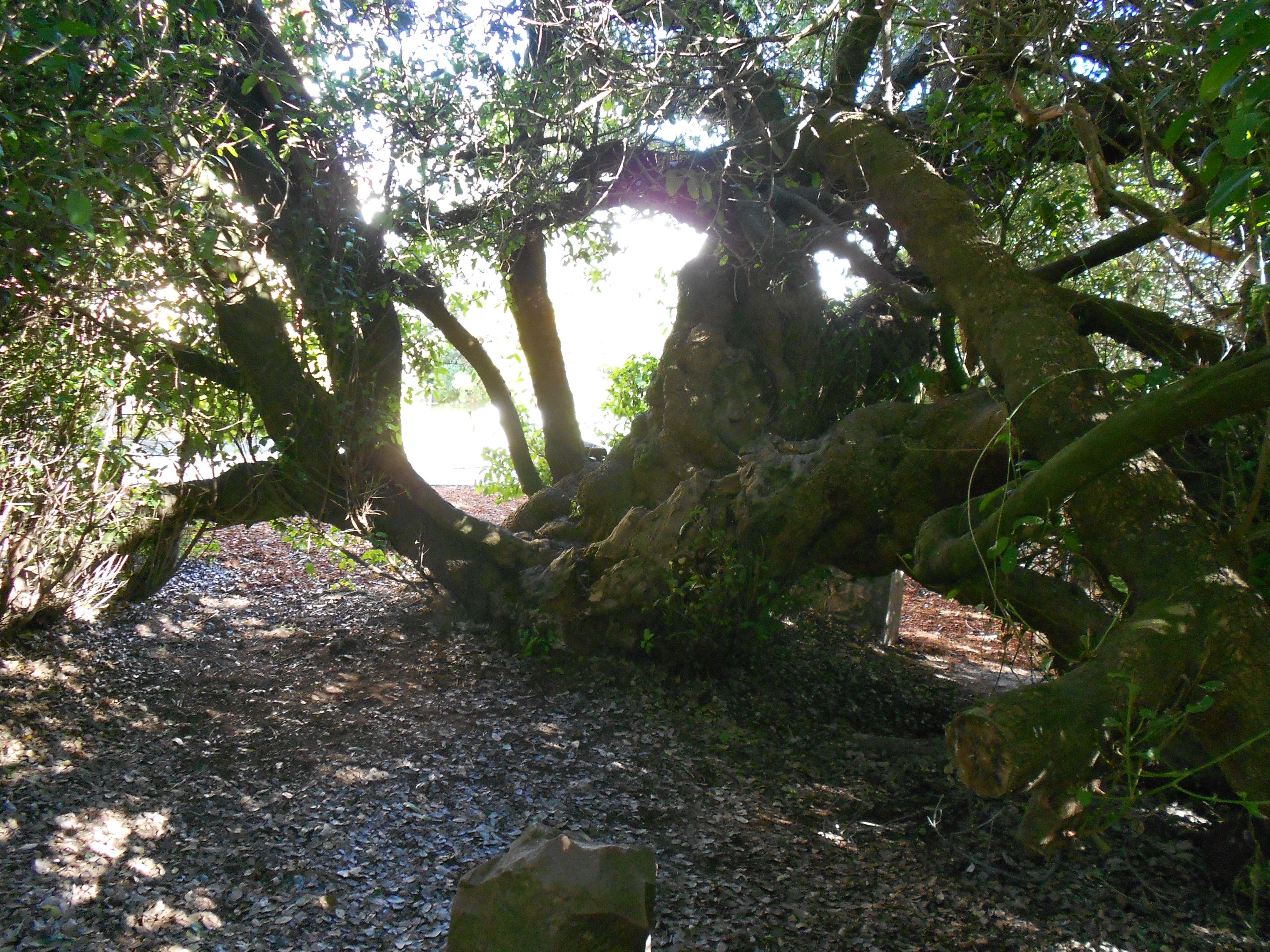
«Почтовое дерево», фотография 2012 года

Три экземпляра сидероксилона неколючего были объявлены в ЮАР национальными памятниками:
- «Почтовое дерево» (англ. Post Office Tree), возрастом около 600 лет, растёт на юге страны в городе Мосселбай и известно тем, что в 1501 году капитан португальского корабля Педру де Атайде[вд] оставил на этом дереве (которое располагалось рядом с источником пресной воды) в старом штурманском ботинке письмо с отчётом о своём плавании в Индию[8], а также сообщил о гибели знаменитого мореплавателя Бартоломеу Диаша[4]. В том же 1501 году Жуан да Нова, другой португальский мореплаватель, нашёл это сообщение — и дерево, таким образом, стало фактически первым почтовым отделением в Южной Африке[9]. Сейчас рядом с деревом расположен почтовый ящик в форме штурманского ботинка, и на опущенные в него почтовые отправления ставится специальный штемпель[10].
- «Договорное дерево» (англ. Treaty Tree) растёт в Вудстоке[вд] — пригороде Кейптауна; рядом с этим деревом стоял дом, в котором в 1806 году после битвы у Блауберга начальник местного гарнизона Батавской республики подписал с представителями британских войск договор о капитуляции[4].
- «Млечное дерево финго» (англ. Fingo Milkwood Tree) растёт в городе Педди[вд] в Восточно-Капской провинции. В начале XIX века люди народа финго (фенгу)[вд], которых преследовал король королевства Коса Великий Хинца[вд] со своими воинами, были спасены английскими солдатами; под этим деревом они поклялись в своей преданности Богу и королю Великобритании[4].

## Таксономия и классификация
Первое действительное описание этого вида растений было опубликовано Карлом Линнеем в первом томе первого издания его работы «Виды растений» (Species plantarum, 1753); он включил его в род Sideroxylon и присвоил ему видовой эпитет inerme. Линней в Species plantarum ссылается на свою работу 1737 года «Сад Клиффорда» (Hortus Cliffortianus), в которой, помимо краткого описания вида (который он называет Sideroxylum inerme, применяя тот вариант названия рода, который он использовал в 1737 году в первом издании Genera Plantarum, хотя для заголовка раздела им используется уже тот орфографический вариант Sideroxylon, который в будущем станет основным), есть и пояснение автора, что «ему неизвестно естественное место произрастания, но по внешнему виду он бы предположил, что это африканское дерево».
В соответствии с половой системой классификации, которую Линней использовал в Species plantarum, вид был отнесён им к V классу (Pentandria, Пятитычинковые), а внутри класса — к порядку Monogynia (Однопестичные).

### Синонимы
По информации базы данных Plants of the World Online  (по состоянию на начало 2023 года), в синонимику вида входят следующие названия (все — гомотипные синонимы):
- Roemeria inermis (L.) Thunb. (1798)
- Calvaria inermis (L.) Dubard (1912)

### Подвиды
Различают три подвида:
- Sideroxylon inerme subsp. cryptophlebium (Baker) J.H.Hemsl. (1966), встречается на островах Альдабра (Сейшельские острова)[13]

Гомотипные синонимы подвида:
- Myrsine cryptophlebia Baker (1894)

Гетеротипный синоним подвида:
- Sideroxylon cryptophlebium (Baker) Engl. (1904)

- Sideroxylon inerme subsp. diospyroides (Baker) J.H.Hemsl. (1966), встречается в Зимбабве, Кении, Мозамбике, Сомали и Танзании[14]

Гомотипные синонимы подвида:
- Calvaria diospyroides (Baker) Dubard (1912)
- Sideroxylon diospyroides Baker (1877)

Гетеротипные синонимы подвида:
- Myrsine querimbensis Klotzsch (1861)
- Sideroxylon inerme var. zanzibarensis Dubard (1912)

- Sideroxylon inerme subsp. inerme, номинативный подвид; встречается на Коморах, в Мозамбике, на Островах Эпарс (Французские Южные и Антарктические территории), в Эсватини (бывшем Свазиленде) и Южно-Африканской республике[15]

Гетеротипные синонимы подвида:
- Sideroxylon atrovirens Lam. (1783)
- Sideroxylon atrovirens Willd. (1814), nom. illeg.
- Sideroxylon inerme var. schlechteri Engl. (1904)